# Escudo de Chipre
El escudo de Chipre puede referirse tanto al símbolo nacional utilizado en la República de Chipre, como el del Estado no reconocido de Chipre del Norte.

## República de Chipre
El escudo de armas de la República de Chipre muestra una paloma que lleva una rama de olivo, símbolo de la paz, sobre el año 1960, año de la independencia de Chipre del dominio británico. El fondo es de color amarillo cobre, lo que simboliza los grandes yacimientos de mineral de cobre que hay en Chipre (principalmente en forma de calcopirita, de color amarillo). La corona de dos partes representa a los dos grupos étnicos de Chipre, los griegos y los turcos.

El escudo de armas chipriota fue seleccionado como motivo principal de una moneda de colección de alto valor en 2008, la Introducción de Chipre a la eurozona, acuñada en 2008. El anverso muestra el escudo de armas de Chipre, mientras que el reverso muestra a Chipre conectado con un anillo a Europa, en un mapa transfigurado.

Escudo de la República de Chipre (1960-2006)
Escudo del Departamento de Prisiones de Chipre

## Chipre del Norte
El escudo de armas de la República Turca del Norte de Chipre, no reconocida internacionalmente, tiene un estilo muy similar al de las armas de la República de Chipre, excepto que el '1960' fue eliminado del escudo debajo de la paloma y reemplazado por el año '1983' sobre el escudo, en referencia a la Declaración de Independencia de la República Turca del Norte de Chipre por Turquía después de la invasión turca de Chipre, y también se agregó el emblema turco de la estrella y la media luna sobre el escudo.

En marzo de 2007 se realizó un ligero cambio en la disposición del escudo. La paloma tiene una postura diferente.

Escudo del Estado Federado Turco de Chipre (1975-1983)
Escudo de Chipre del Norte (1983-2007)
Escudo de Chipre del Norte (2007-actualidad)
Escudo del presidente de Chipre del Norte

## Escudos previos

Armas de Ricardo I (1191-1192)
Armas de los Caballeros templarios (1192)
Armas del Reino de Jerusalén (1192)
Casa de Lusignan 1194-1268: reyes de Chipre
Casa de Lusignan 1268-1393: Reyes de Jerusalén (1.er y 4.º cuarteles) y Chipre (2.º y 3.er cuarteles)
Casa de Lusignan 1393-1473: Reyes de Jerusalén (1er cuartel), Chipre (2º y 4º cuarteles) y Armenia de Cilicia (3er cuartel)
Escudo de la República de Venecia (1500-1571)
Escudo del Chipre veneciano (1555)
Escudo del eyalato otomano de Chipre (Eyalet-i Ḳıbrıṣ), 1571-1878
Escudo del Imperio otomano (1846-1878)
Escudo de Lusignan en el escusón de la República de Venecia, 1680
Escudo del Reino Unido (1878-1952)
Insignia utilizada de manera semioficial (1881-1905) por funcionarios coloniales británicos
Insignia utilizada de manera semioficial (1905-1960) por funcionarios coloniales británicos
Escudo de armas del Reino Unido (1952-1960)